# Orzignano
Orzignano (già Orsignano) è una frazione del comune italiano di San Giuliano Terme, nella provincia di Pisa, in Toscana.

## Geografia fisica
La frazione di Orzignano è situata nella valle del Serchio, sulla riva sinistra del fiume, lungo la strada che collega San Giuliano Terme con Pontasserchio. Il paese si trova ai piedi del Monte Cupola (440 m s.l.m.) ed è lambito dal piccolo corso d'acqua dello scolo di Corliano, oltre che attraversato dal canale Demaniale. La frazione confina a nord con Rigoli, ad ovest con Pappiana, a sud con Gello e ad est con San Giuliano Terme.

## Storia
Orzignano è ricordata per la prima volta in un documento del 6 marzo 930 quando venne donata alla cattedrale di Pisa. In una carta dell'archivio arcivescovile di Lucca del 9 settembre 979 viene nominato il vico di Orginiano, anche se non è sicura l'attribuzione del toponimo alla stessa località. Tuttavia, Orzignano la si ritrova menzionata anche nel Liber Censuum di Cencio Savelli del XIII secolo come Massa d'Orsignano (in latino Ursinianum). Nel 1833 sono contati ad Orsignano circa 380 abitanti.

## Monumenti e luoghi d'interesse

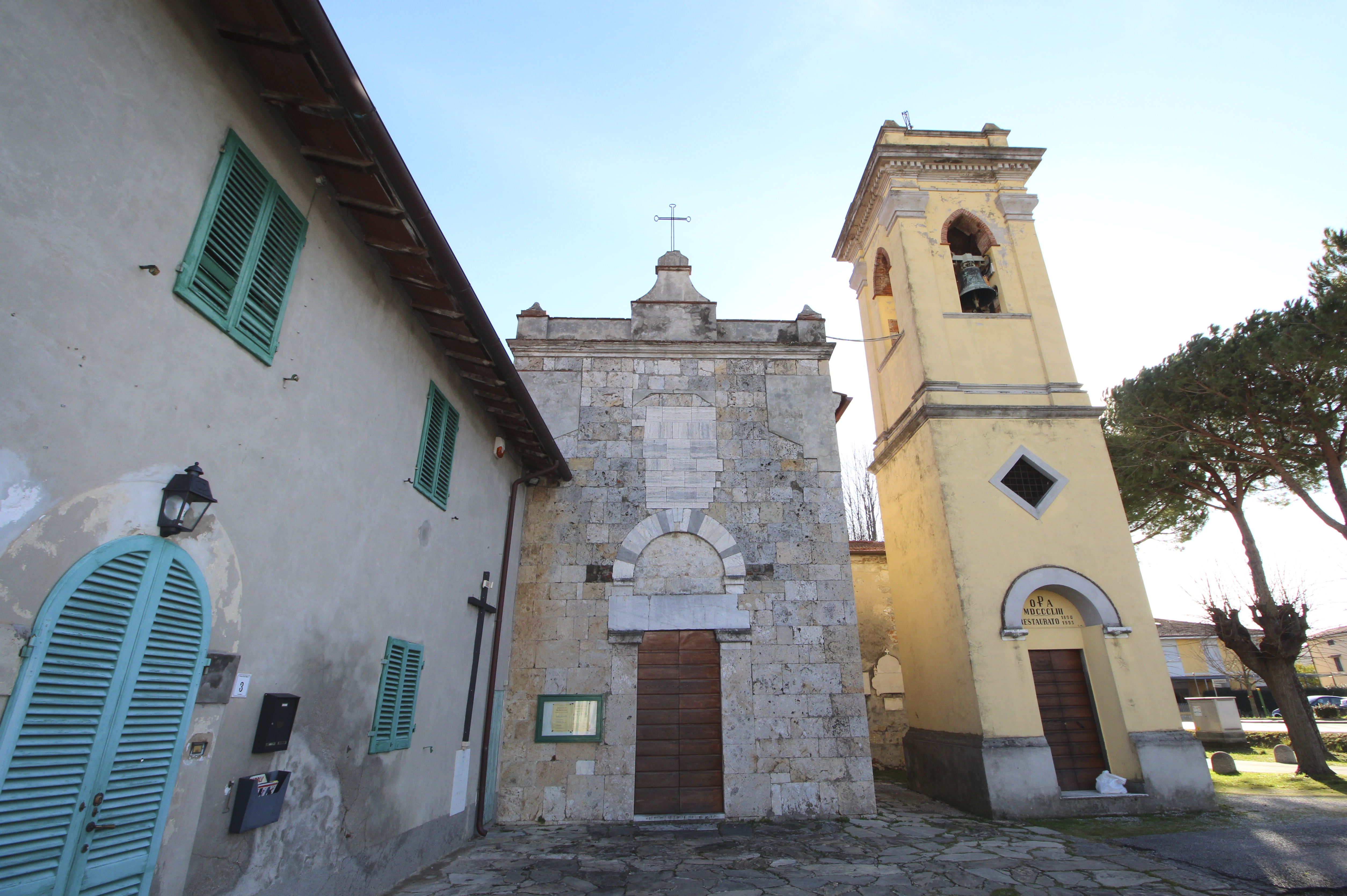
La chiesa di San Bartolomeo

- Chiesa di San Bartolomeo, chiesa parrocchiale della frazione,[5] è situata nel centro del paese in via Cellini.[6] La chiesa è ricordata dal 1197 ed in passato era dipendente dal piviere di Rigoli.[6]